# Abul-Abbas
Abul-Abbas var den første elefant i Nordeuropa efter tiden for Romerriget. Det var en hvid asiatisk elefant (Elephas maximus) som tidligere havde tilhørt en indisk raja. Kaliffen af Bagdad, Harun al-Rashid, gav denne elefant i gave til kejser Karl den Store af Frankerriget 801.
Abul-Abbas' rejse til Europa var med skib over Middelhavet. Den kom i havn i oktober 801 i Portovenere ved La Spezia med sin elefantpasser, en jødisk nordafrikaner som hed Isak. Efter at de have tilbragt vinteren i byen Vercelli, startede en lang march over Alperne, da sneen smeltede. Kejserens residens i Aachen blev nået i juli 802. Sandsynligvis blev elefanten en værdsat gave. Abul-Abbas deltog ved en del imponerende hofceremonier, men blev af ukendte grunde senere sendt til byen Augsburg i det nuværende sydlige Bayern.
808 gjorde kong Godfred af Danmark revolte mod kejseren. Han angreb obotriterne i 808 og indtog bl.a. handelscenteret Reric, hvorefter han deporterede handelsfolkene til Sliestorp (der menes at have ligget ca. fem km øst for Slesvig) eller til Hedeby for at dermed sikre sig told og give Danmark større indflydelse på den nordiske handel. Kejseren sendte straks en hær mod kong Godfred og indkaldte sin elefant til krigstjeneste. Abul-Abbas var ved denne tid omkring 40 år og sikkert ikke i bedste fysiske form og nok heller ikke fuldt akklimatiseret til det europæiske klima. Den døde af lungebetændelse, efter at den sandsynligvis havde svømmet over floden Rhinen ved rejsen nordpå.